# Scacchi alla cieca

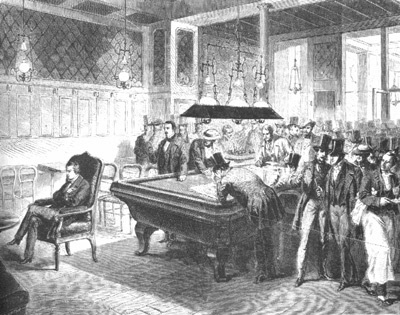
Morphy durante una simultanea alla cieca a Parigi nel 1858.

Gli scacchi alla cieca sono una variante del gioco degli scacchi in cui, come indica il nome, si gioca senza la scacchiera ed ogni giocatore deve tenere a mente la posizione dei pezzi. Le mosse si comunicano oralmente, ad esempio mediante la notazione algebrica, oppure con sistemi più sofisticati come un computer. Un'ulteriore variante del gioco alla cieca, ancora più complessa e spettacolare, è la simultanea alla cieca, dove un forte scacchista gioca partite simultanee, senza poter vedere le singole scacchiere dei suoi avversari.

## Storia
Gli scacchi alla cieca furono giocati piuttosto presto nella storia degli scacchi: forse la prima partita fu tenuta da Sa'id bin Jubair (665–714) nel Medio Oriente. In Europa il gioco alla cieca divenne popolare come forma di handicap da applicare ad un forte giocatore per consentire incontri più equilibrati contro giocatori più deboli, o semplicemente come dimostrazione di abilità. La prima partita di scacchi alla cieca di cui si ha notizia si giocò a Firenze nel 1266.
Il grande giocatore francese Philidor era in grado di giocare fino a tre partite alla cieca contemporaneamente, suscitando l'attenzione dei giornali dell'epoca, essendosi abituato a visualizzare una scacchiera la sera a letto quando non riusciva a prendere sonno. Paul Morphy nel 1858 tenne un'esibizione alla cieca contro gli otto più forti scacchisti a Parigi con lo stupefacente risultato di sei vittorie e due patte. Altri maestri pionieri del gioco alla cieca furono Louis Paulsen, Joseph Henry Blackburne (giocò fino a 16 partite alla cieca in simultanea) ed il primo Campione del mondo di scacchi Wilhelm Steinitz, che giocò a Dundee nel 1867 sei partite alla cieca in simultanea (tre vittorie e tre patte).
Per tutti questi maestri tali esibizioni costituivano poi una buona fonte di reddito.
Con l'andare del tempo i record riguardanti le esibizioni alla cieca migliorarono. Nel 1900 Pillsbury giocò 20 partite in simultanea a Filadelfia, non molto tempo dopo aver tentato l'insolita impresa di giocare contemporaneamente 15 partite di scacchi e 15 partite di dama. Il giocatore cecoslovacco Richard Réti ed il campione del mondo russo Aleksandr Alechin furono i successivi a migliorare in modo significativo il record.
Alechin giocò 26 partite all'Alamac Hotel di New York nel 1924 (+16 -5 =5) con molti avversari di livello internazionale (tra cui Isaac Kashdan, sicuramente di livello Grande Maestro). Questa simultanea alla cieca è considerata da molti come quella complessivamente più forte e significativa, per l'alto livello degli avversari. Migliorò poi il record con 28 partite nel febbraio 1925 a Parigi, con il risultato di 22 vittorie, 3 patte e 3 sconfitte. Nello stesso anno Réti superò il record giocando 29 partite a San Paolo del Brasile. Il 16 luglio 1934 a Chicago, Alechin stabilì il nuovo record con 32 partite, col risultato di +19 -4 =9. Direttore di gara era Edward Lasker.
Il belga George Koltanowski (naturalizzato poi statunitense) migliorò il record il 20 settembre 1937 ad Edimburgo, giocando 34 partite alla cieca in simultanea, ottenendo 24 vittorie e 10 patte per una durata di 13 ore. Tale record è durato 74 anni, fino a quando nel 2011 il tedesco Marc Lang giocò 46 partite con il risultato di +25 –2 =19. Nel 2016 il GM uzbeco naturalizzato statunitense Timur Gareev migliorò il record giocando 48 partite a Las Vegas, con il risultato di +35 –6 =7. Questo record è  incluso nel Guinness dei primati ed è unanimemente considerato l'attuale record. 
Sia Miguel Najdorf che János Flesch dichiararono di avere battuto il record di Koltanowski, ma le loro fatiche non furono sottoposte ai controlli necessari, per cui i record non vennero omologati. Najdorf nel 1947 giocò o a San Paolo contro 45 avversari (39 vittorie, quattro patte e due sconfitte). Nel 1960 l'ungherese János Flesch giocò a Budapest contro 52 avversari vincendo 31 partite, pattandone 3 e perdendone 18. Anche questa simultanea non fu però omologata a causa del fatto che a Flesch fu permesso di ripetere alcune partite in corso e inoltre la durata fu solo di cinque ore, con numerose partite che terminarono in breve tempo per lo scarso livello di molti avversari. Sempre nel 1960 Koltanowski giocò a San Francisco 56 partite consecutive alla cieca con limite di tempo di dieci secondi per mossa. L'esibizione durò nove ore e si concluse col risultato di 50 vittorie e sei sconfitte. Un'altra specialità di Koltanowski era quella di completare il "giro del cavallo" alla cieca su scacchiere grandi fino a 192 caselle.
Durante l'anno in tutto il mondo si svolgono tornei di scacchi alla cieca; il più importante è il Torneo Melody Amber di Montecarlo. Questo evento viene in parte finanziato dal campione olandese di scacchi per corrispondenza Joop van Oosterom ed attrae molti dei migliori giocatori del mondo. Tra i giocatori in attività Vladimir Kramnik, Viswanathan Anand, Aleksej Širov e Aleksandr Morozevič si sono dimostrati particolarmente forti nel gioco alla cieca essendosi alternati al primo posto del torneo dal 1996 al 2006.

## Risvolti medici
Sebbene gli scacchi alla cieca siano considerati, se praticati con moderazione, un modo per migliorare le proprie capacità nel gioco, le esibizioni alla cieca in simultanea vennero bandite nel 1930 in Unione Sovietica perché venivano considerate dannose per la salute; anche Michail Botvinnik le avversò. I giocatori alla cieca hanno spesso confermato che questo modo di giocare è più faticoso di quello classico anche con controlli di tempo più rapidi.